# Лоф
Лоф (ісп. levo і lov) або caví (ісп. cahuín) — базова соціальна організація мапуче, мапуче-уіліче та вимерлих народів пікунче, що складається з сімейного клану або лінії, яка визнає владу lonco (cacique). Лоф утворюється різними родинами, які поділяють одну територію та вважаються взаємно спорідненими, походять від спільного предка. Кілька лофів утворюють rehue, а дев'ять rehue утворюють aillarehue. Вони утворюють одну з 3 або 5 великих територіальних конфедерацій мапуче — Буталмапу («велика земля»). Головна одиниця звичаєвого права Адмапу.
Ідентичність лофів виражається виконанням різноманітних громадських та святкових заходів. Лоф зазвичай користувався унікальним rehue, або вівтарем шаману мачі, в якому проводилися важливіші релігійні церемонії. Життя клану виражалося в Lof kudau, різновид відплатної громадської роботи, супроводжуваної святкуванням із бенкетом і питтям, подібним до мінгако в кечуа. Lof kudau зазвичай складався зі збору врожаю та іншої роботи, яка вимагала великої кількості робочої сили, головним чином на полях багатих і престижних осіб.